# I dine hænder
I dine hænder er en dansk film fra 2015 instrueret af Samanou Acheche Sahlstrøm.

## Handling
Maria er en ung omsorgsfuld sygeplejerske, som længes efter frihed, Niels er en uhelbredeligt syg patient der vil til Schweiz for at begå assisteret selvmord. Sammen drager Maria og Niels afsted på en intens rejse, der bringer dem tættere på hinanden, og endnu tættere på deres drømme.

## Medvirkende
- Lisa Carlehed som Maria
- Peter Plaugborg som Niels
- Johanna Wokalek som Julia
- Kirsten Olesen som Mor
- Gustav Dyekjær Giese som Bror
- Henrik Vestergaard som Peter